# Applecross Bay
Applecross Bay är en vik i Storbritannien. Den ligger i kommunen Highland och riksdelen Skottland, i den nordvästra delen av landet. Viken har anslut till Inner Sound.